# Оскар Сван
Оскар Гомер Сван (швед. Oscar Gomer Swahn; нар. 20 жовтня 1847 — пом. 1 травня 1927) — шведський стрілець, триразовий олімпійський чемпіон.
Найстаріший учасник олімпійських змагань, найстаріший олімпійський чемпіон та найстаріший олімпійський призер.

## Біографія
Народився 20 жовтня 1847 року в Танум, лен Вестра-Йоталанд, Швеція.
Учасник трьох Олімпіад: 1908, 1912 та 1920 років.
Вперше участь в олімпійських іграх прийняв у 1908 році на IV літніх Олімпійських іграх в Лондоні (Велика Британія). Виступав у змаганнях зі стрільби по мішені «олень, що біжить» одиночними пострілами (особиста і командна першість) та подвійними пострілами (особиста першість). Виборов 2 золоті та 1 бронзову медалі. На той час найстарішим олімпійським чемпіоном був ірландський стрілець Джошуа Міллнер, що переміг у стрільбі з довільної гвинтівки на 1000 ярдів.
На V літніх Олімпійських іграх 1912 року, що проходили в Стокгольмі, 64-річний О. Сван брав участь в змаганнях зі стрільби по мішені «олень, що біжить» одиночними пострілами (особиста і командна першість) і подвійними пострілами (особиста першість) й виборов 1 золоту та 1 бронзову медалі, ставши найстарішим олімпійським чемпіоном.
У 1920 році на VI літніх Олімпійських іграх в Антверпені (Бельгія) 72-річний О. Сван брав участь в змаганнях зі стрільби по мішені «олень, що біжить» одиночними пострілами (особиста і командна першість) і подвійними пострілами (командна першість) й, виборовши срібну медаль, став найстарішим олімпійським призером та найстарішим учасником олімпійських ігор.
На VII літніх Олімпійських іграх в Парижі (Франція) у 1924 році не зміг взяти участь через хворобу.
Помер 1 травня 1927 року в Стокгольмі, Швеція.

## Нагороди
- Лицар ордена Вази (1903).

## Родина
Син Оскара Свана — Альфред Сван, також триразовий олімпійський чемпіон зі стрільби.

## Участь в Олімпійських іграх
| Олімпійські ігри | Вид спорту | Дисципліна                               | Вид змагання                         | Результат | Місце |
| ---------------- | ---------- | ---------------------------------------- | ------------------------------------ | --------- | ----- |
| Лондон 1908      | Стрільба   | чоловіки, «олень, що біжить», 100 метрів | одиночні постріли, особиста першість | 25        | 1     |
| Лондон 1908      | Стрільба   | чоловіки, «олень, що біжить», 100 метрів | одиночні постріли, командна першість | 86 (21)   | 1     |
| Лондон 1908      | Стрільба   | чоловіки, «олень, що біжить», 100 метрів | подвійні постріли, особиста першість | 38        | 3     |
| Стокгольм 1912   | Стрільба   | чоловіки, «олень, що біжить», 100 метрів | одиночні постріли, особиста першість | 39        | 5     |
| Стокгольм 1912   | Стрільба   | чоловіки, «олень, що біжить», 100 метрів | одиночні постріли, командна першість | 151 (43)  | 1     |
| Стокгольм 1912   | Стрільба   | чоловіки, «олень, що біжить», 100 метрів | подвійні постріли, особиста першість | 72        | 3     |
| Антверпен 1920   | Стрільба   | чоловіки, «олень, що біжить», 100 метрів | одиночні постріли, особиста першість | 37        | 7     |
| Антверпен 1920   | Стрільба   | чоловіки, «олень, що біжить», 100 метрів | одиночні постріли, командна першість | 153 (28)  | 4     |
| Антверпен 1920   | Стрільба   | чоловіки, «олень, що біжить», 100 метрів | подвійні постріли, командна першість | 336 (68)  | 2     |

## Галерея

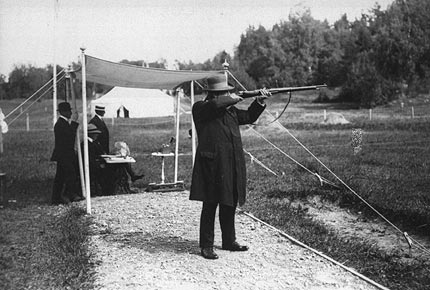
О. Сван на вогневому рубежі. Олімпіада 1912 року
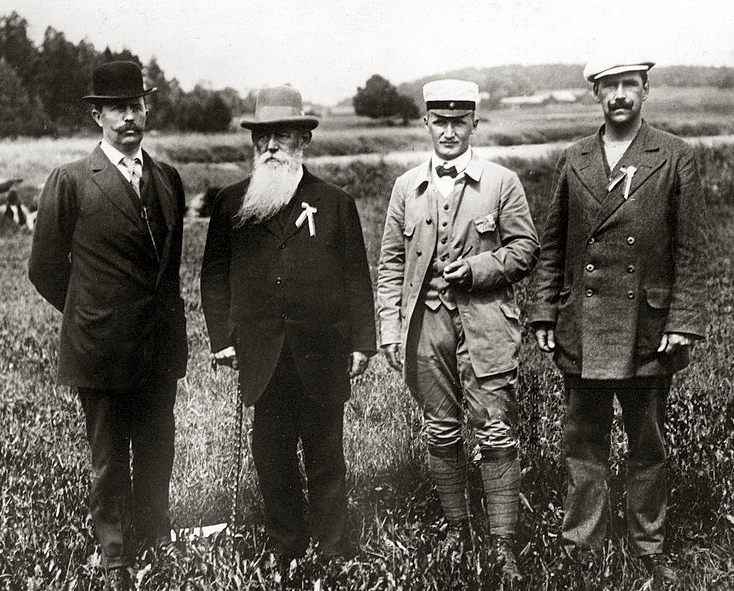
Учасники Олімпіади-1912